# Vikhan
El Vikhan o perro guardián de Chitral, es una raza canina  que proviene de la región de Chitral en la provincia de Jaiber Pajtunjuá, en el noroeste de Pakistán. El nombre deriva del sánscrito "vikh" e indica la geografía llena de colinas y cerros de su región de origen.
Se le utiliza como perro guardián de ganado, así como perro de caza de leopardos debido a su gran velocidad y fiero temperamento. Su cuerpo está construido para la velocidad más que para la fuerza

## Apariencia
Esta raza grande, musculosa y enjuta posee un temperamento sin miedo y una gran inteligencia. Es un animal muy territorial y agresivo que necesita una socialización muy seguida desde muy temprana edad.
Su manto puede ser de manchas sólidas de color negro, marrón, rojo y fawn, aunque es bastante común encontrarlos de varios colores y con manchas.
Su altura a la cruz, que ronda los 65 cm, hace que se le describa, en comparación con otros molosos con un "Collie de pelo largo" gigante, debido a su manto profuso, utilizado como sustituto de la lana en Pakistán.